# Giampaolo D’Andrea
Giampaolo Vittorio D’Andrea (ur. 18 lipca 1949 w Potenzy) – włoski polityk, historyk, nauczyciel akademicki i samorządowiec, parlamentarzysta krajowy, poseł do Parlamentu Europejskiego IV kadencji, podsekretarz stanu w kilku rządach.

## Życiorys
Absolwent filozofii na Uniwersytecie w Pizie. Pracował jako nauczyciel akademicki na Università degli Studi di Salerno oraz na Università degli Studi della Basilicata, wykładając m.in. historię współczesną i historię gospodarczą. Jest autorem publikacji naukowych z zakresu historii gospodarczej, a także historii ugrupowań politycznych i instytucji.
Był długoletnim działaczem Chrześcijańskiej Demokracji. Od 1979 do 1991 zasiadał w radzie regionalnej Basilicaty, w latach 1985–1990 w zarządzie regionalnym był asesorem ds. budżetu i planowania. W latach 1992–1994 sprawował mandat posła do Izby Deputowanych XI kadencji. Po rozwiązaniu chadecji działał we Włoskiej Partii Ludowej, był członkiem władz krajowych tego ugrupowania i sekretarzem odpowiedzialnym za kulturę. Później ze swoim ugrupowaniem dołączał do Margherity i Partii Demokratycznej.
W 1994 objął mandat eurodeputowanego IV kadencji, który wykonywał do 1998. Następnie do 2001 pełnił funkcję podsekretarza stanu w resorcie kultury w rządach, którymi kierowali Massimo D’Alema i Giuliano Amato. Od 2001 do 2006 zasiadał w Senacie XIV kadencji. W latach 2006–2008 był podsekretarzem stanu odpowiedzialnym za kontakty z parlamentem w gabinecie, na czele którego stał Romano Prodi. Ponownie zajmował to stanowisko od 2011 do 2013 w rządzie Maria Montiego. W 2014 minister kultury Dario Franceschini powołał go na szefa swojego gabinetu politycznego.